# عقاب خدارية
العُقاب الخدَّاريَّة أو العقاب الأسود أو العقاب السوداء الإفريقية (بالإنجليزية: Verreaux's Eagle) (الاسم العلمي: Aquila verreauxii)، طائر جارح كبير ينتمي لفصيلة البازية .